# Monsanto (Idanha-a-Nova)

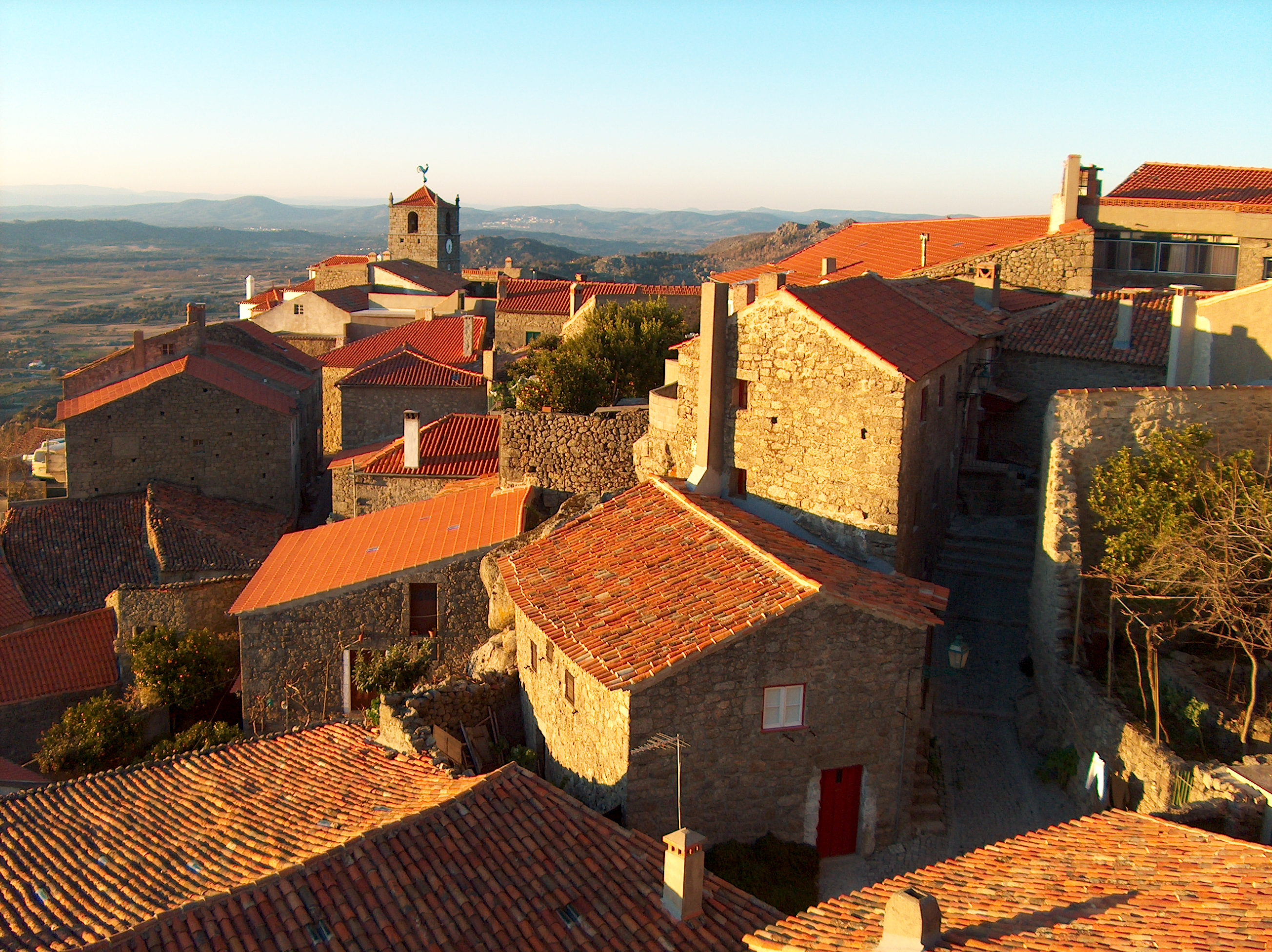
Monsanto

Monsanto ist eine Freguesia von Portugal, mit einer Fläche von 132,0 Quadratkilometer und 828 Einwohnern (Stand 30. Juni 2011). Es gehört zu den zwölf historischen Dörfern, den Aldeias Históricas.
Das ursprünglich erhalten gebliebene Dorf war häufiger Schauplatz von Filmaufnahmen, neben Dokumentationen auch einige Spielfilme. U. a. drehte Regisseur Manuel Guimarães 1964 hier O Crime da Aldeia Velha.

## Geografie
Der Ort liegt auf einem Berg, nordöstlich von Idanha-a-Nova, der auf bis zu 758 Meter über den Meeresspiegel ansteigt. Das Gestein des Berges ist Granit, aus dem auch das heute sichtbare historische Dorf erbaut ist.

## Geschichte
Früheste menschliche Spuren stammen aus der Frühsteinzeit. Die Römer siedelten am Bergfuß. Es gibt auch Spuren des Durchzuges von Westgoten und Arabern.
Im 12. Jahrhundert ergriff Alfons I., im Zuge der Reconquista genannten christlichen Wiedereroberung der Iberischen Halbinsel, Besitz von dem Gebiet und schenkte es 1165 dem Templerorden zur Obhut, unter der Bedingung, unterhalb und oberhalb des damaligen Bischofssitzes Idanha zwei neue Schutzburgen anzulegen. Unter Führung des Ordensmeisters Gualdim Pais wurde, neben Idanha-a-Nova, Monsanto als zweite Burg erbaut. Sancho I. ließ die Burg später wiederaufbauen.
Es war der Hauptsitz eines eigenen Kreises (Concelho) zwischen 1174 und dem 19. Jahrhundert.
1939 wurde der Ort in einem landesweiten Wettbewerb der staatlichen Propaganda des Estado-Novo-Regimes als das portugiesischste Dorf ausgezeichnet.

## Bauwerke und Orte

Monsanto
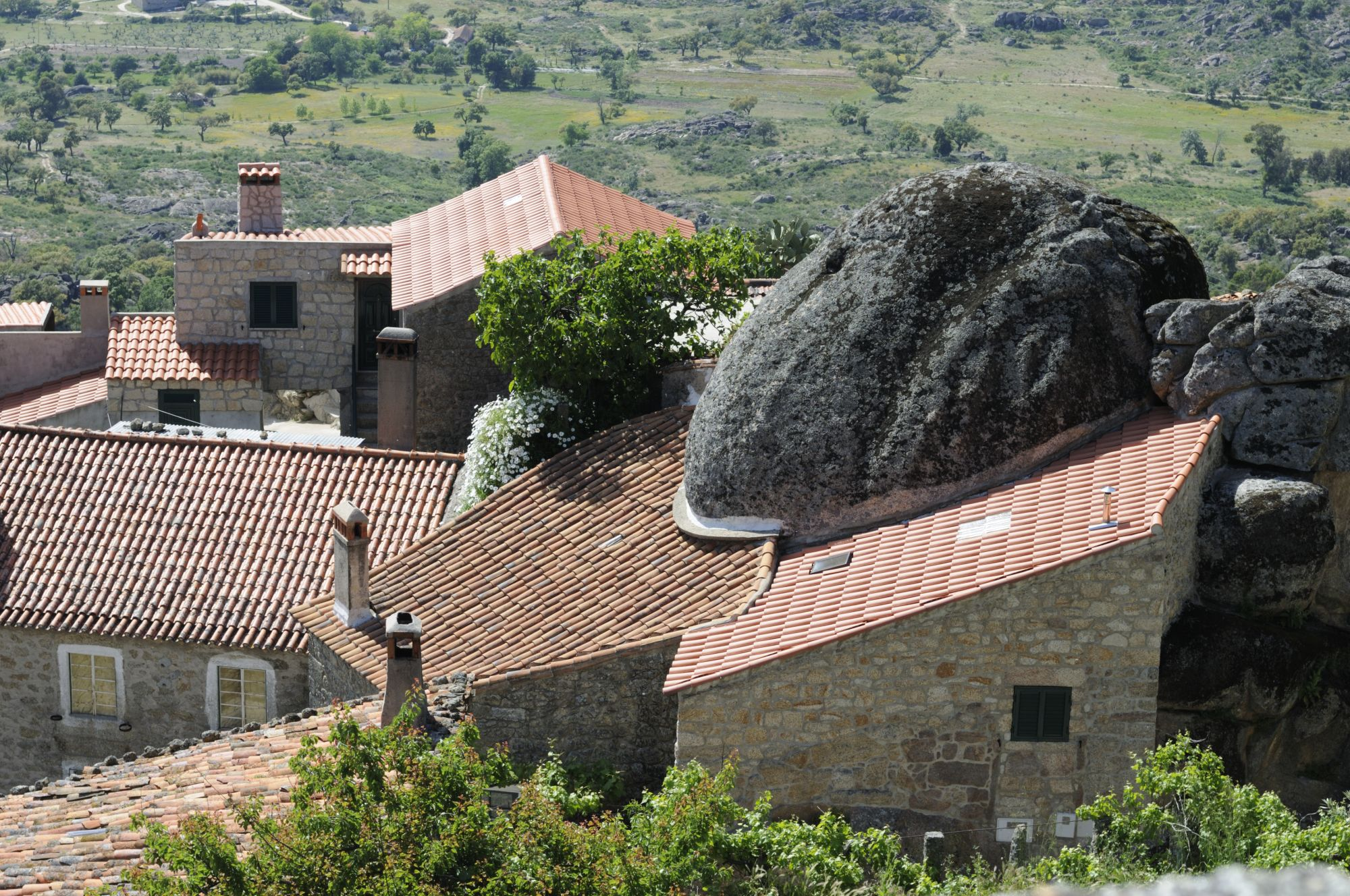
Felsen mit Wohnhaus
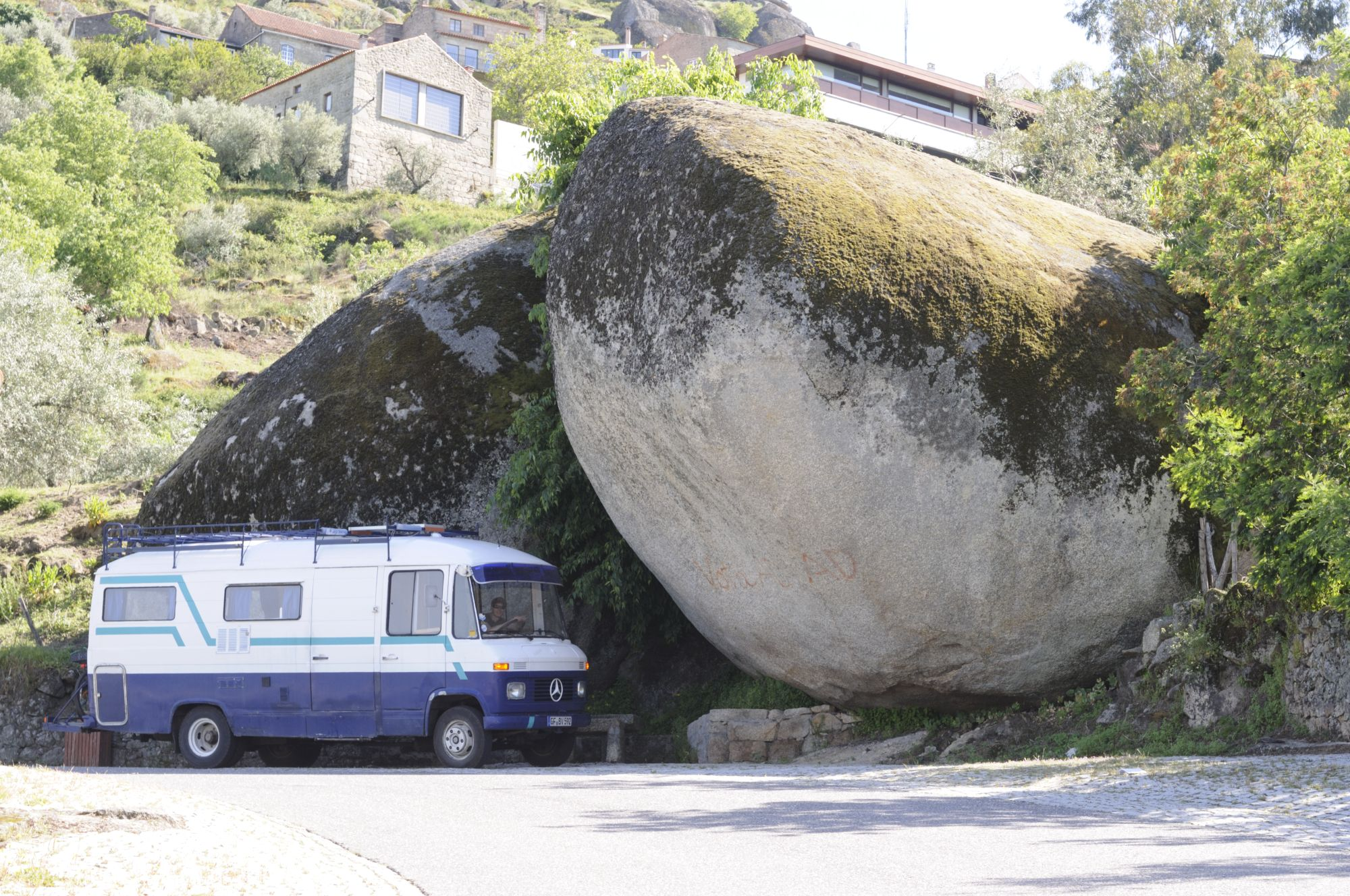
Felsen von Monsanto
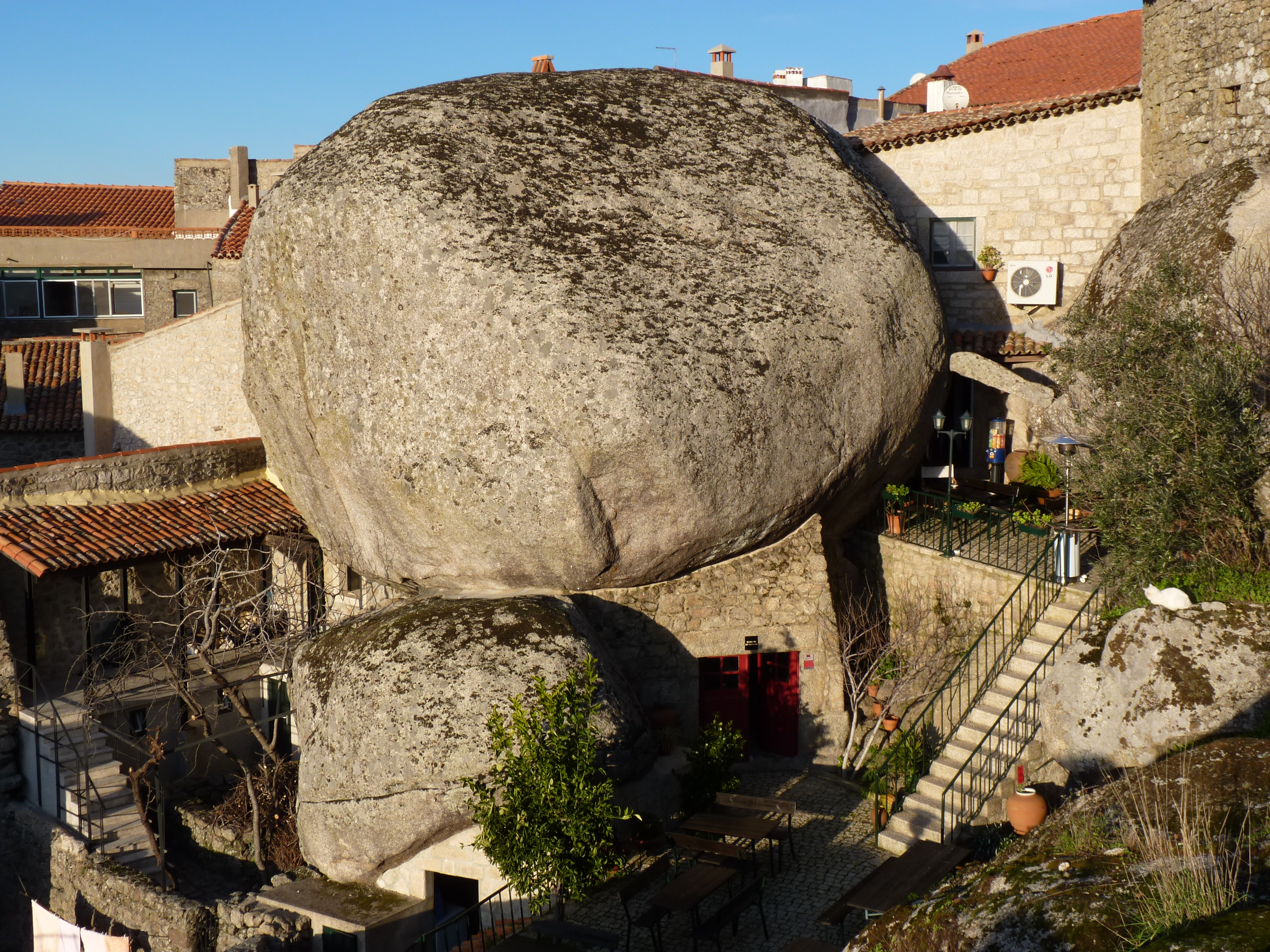
Felsen beim Hausbau integriert
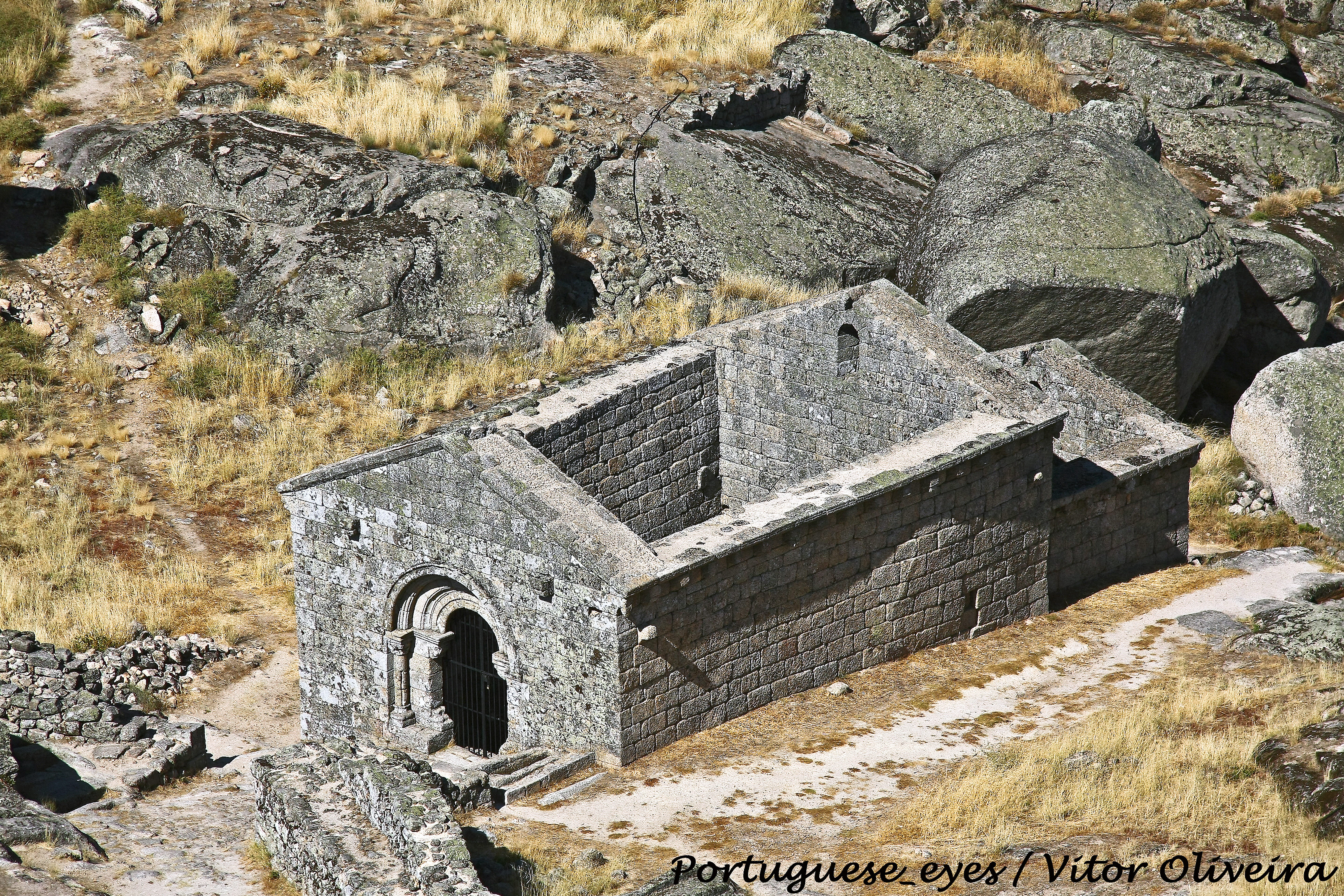
Capela de São Miguel do Castelo
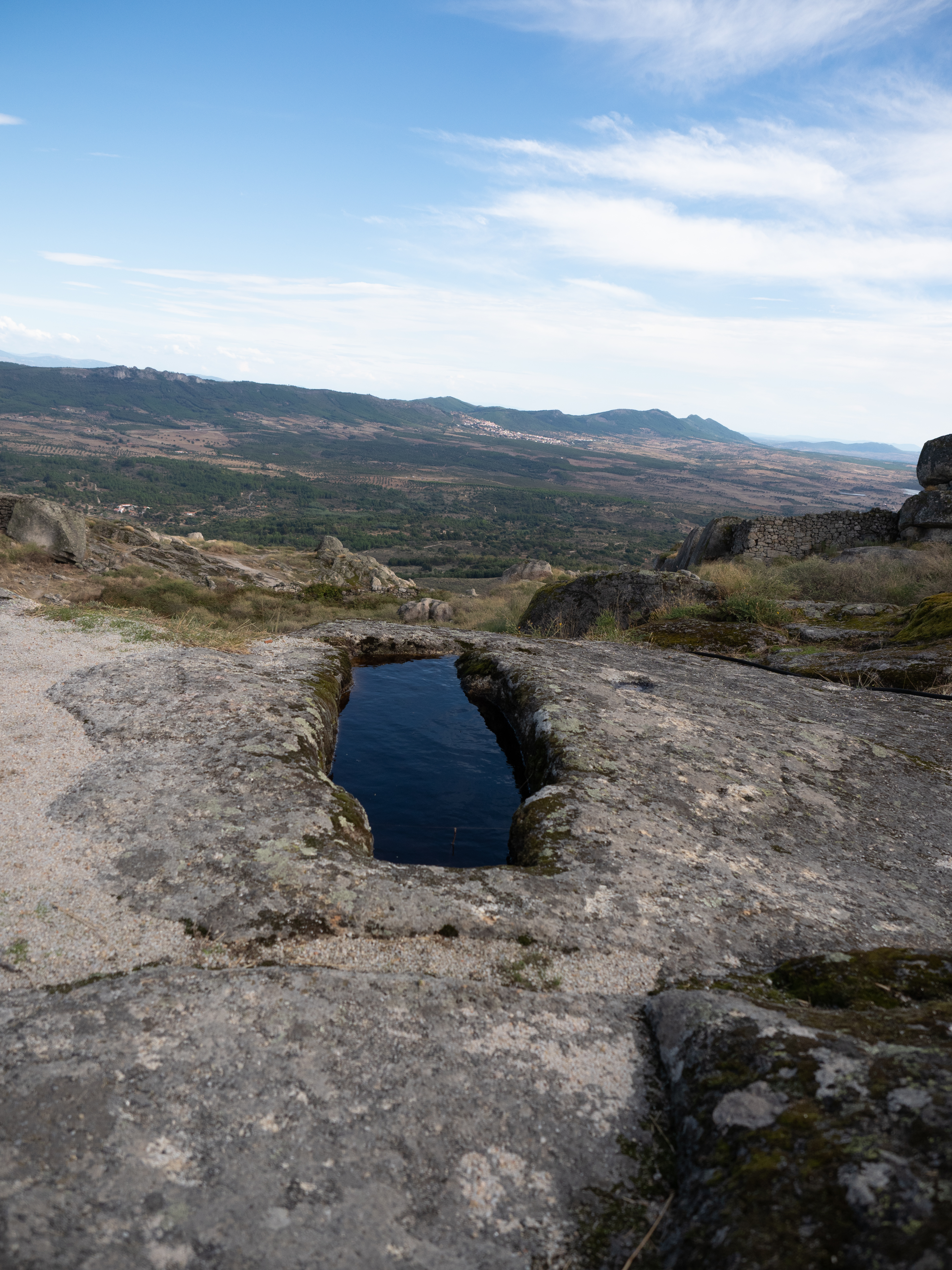
Steingrab

- Castelo e muralhas de Monsanto
- Capela de São Pedro de Vir à Corça bzw. Capela de São Pedro de Vira-Corça
- Estação arqueológica romana de São Lourenço
- Aldeia Velha de Monsanto
- Pelourinho de Monsanto
- Torre de Lucano
- Capela da Senhora da Azenha
- Capela da Senhora do Pé da Cruz
- Capela de Santa Maria do Castelo
- Capela de Santo António
- Capela de São José
- Capela de São Miguel do Castelo
- Capela de São Sebastião
- Capela do Espírito Santo
- Fonte Ferreiro
- Igreja da Misericórdia de Monsanto
- Igreja Matriz de Monsanto bzw. Igreja de São Salvador
- Solar da Família do Marquês da Graciosa (Posto de Turismo do Monsanto)
- Solar da Família Melo bzw. Solar dos Condes de Monsanto
- Solar da Família Pinheiro bzw. Solar da Fonte do Mono
- Solar dos Priores de Monsanto

## Söhne und Töchter der Gemeinde
- Manuel d’Almeida Trindade (1918–2008), Bischof von Aveiro